# Lira da gamba
La lira da gamba, lirone, lirone perfetto o arciviola da lira è uno strumento musicale ad arco diffuso soprattutto in Italia tra il 1500 e il 1700, parente della lira da braccio, utilizzato principalmente come accompagnamento per la voce.
Suonato in mezzo alle ginocchia da seduti, il lirone poteva avere da 9 a 20 corde, aumentando quindi la gamma di tonalità possibili (e di conseguenza il repertorio) rispetto alla lira da braccio; l'accordatura era rientrante e grazie ad un ponticello quasi piatto si potevano suonare gruppi di corde contemporaneamente, caratteristiche queste che rendevano il suono del lirone unico e particolarmente richiesto per riprodurre accompagnamenti eterei, lamentosi e ricchi di riverbero.